# Salomé de Pologne
Salomé de Pologne, dite aussi Salomé de Cracovie (1211 ou 1212 - 17 novembre 1268) est une princesse polonaise, épouse de Coloman de Galicie, devenue clarisse et reconnue bienheureuse par l'Église catholique.

## Biographie
Fille de Lech le Blanc et de Grzymisława de Luck, elle épouse vers 1223 Coloman de Galicie, souverain de la Principauté de Galicie-Volhynie, fils du roi André II de Hongrie. Ce mariage devant sceller l'accord polono-hongrois et le partage des influences en Ruthénie rouge. Ils s'installent sur le trône de Halicz en 1209 mais en sont chassés par Mstislav Mstislavich en 1211. En 1241, après la mort de son mari dans la guerre contre les Tatares, Salomé trouve refuge en Pologne auprès de son frère Boleslas V le Pudique, prince de Cracovie. Elle entre au couvent des Clarisses de Sandomierz en 1245. On lui doit la création d'un couvent de clarisses à Skała ainsi que la fondation d'une bibliothèque. 

## Béatification

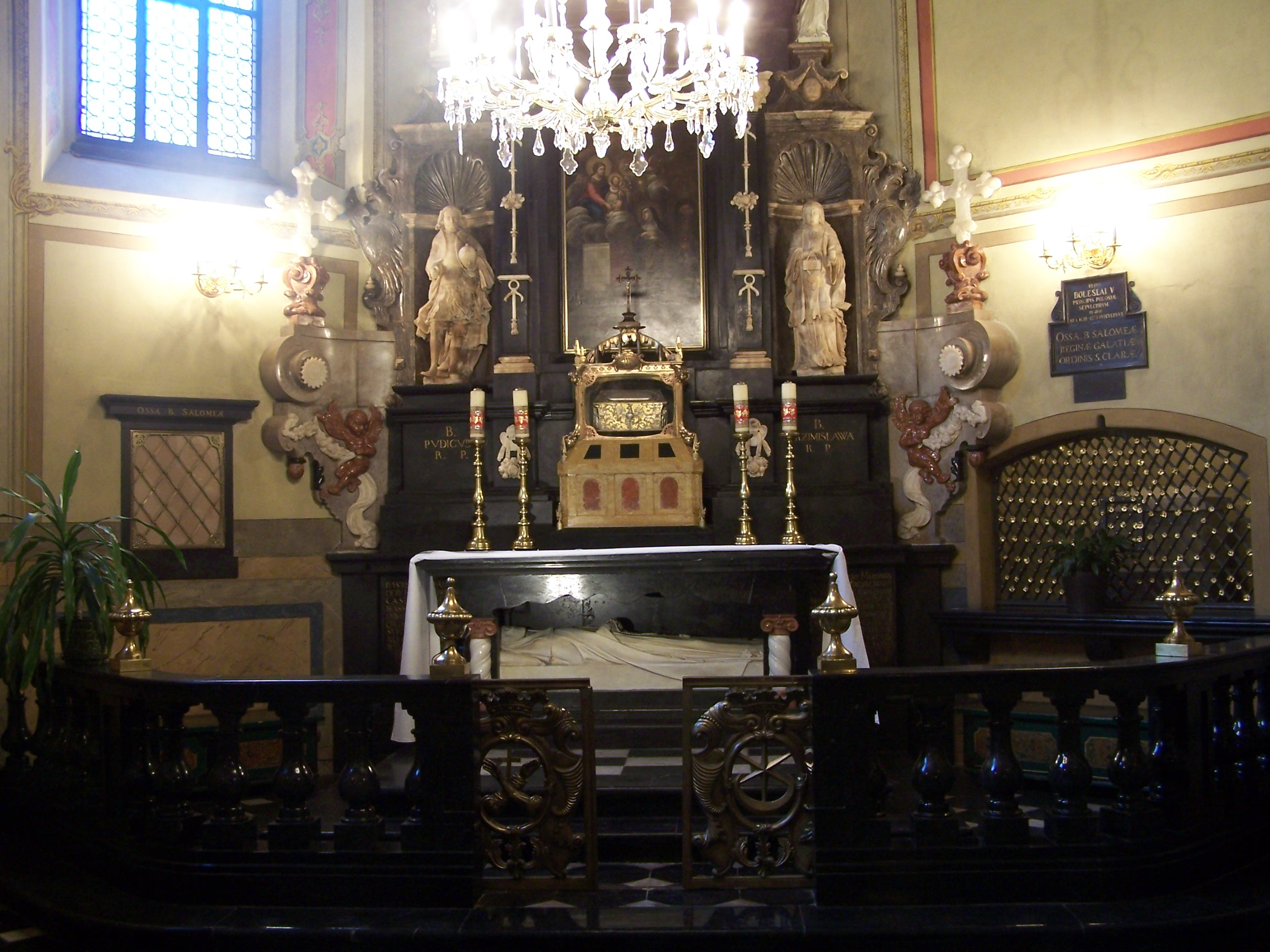
relique de Salomé dans la basilique des Franciscains de Cracovie.

Salomé est béatifiée le 17 mai 1672 par le pape Clément X. Elle est fêtée le 17 novembre. Son tombeau se trouve dans l'église Saint-François-d'Assise de Cracovie.